# Якуб Шимчук
Якуб Шимчук (пол. Jakub Szymczuk; нар. 1985, м. Варшава, Польща) — польський фотокореспондент, фотохудожник. Особистий фотограф президента Польщі (2017—2024).

## Життєпис
Якуб Шимчук народився 1985 року в місті Варшава. Закінчив факультет мистецтв медіа Академії образотворчих мистецтв у Варшаві (спеціальність — комп'ютерний дизайнер). Працював фоторепортером у «Polska The Times» та «Gościa Niedzielnego» (2007–2017). У 2024 році звільнився з посади офіційного фотографа Президента Республіки Польща.
Діяльний у варшавському рухові «Місто — наше».

### Україна
В Україні бував двічі. Він задокументував багато важливих подій, зокрема діяльність на Євромайдані.

## Творчість
Персональні виставки: 
- в українських містах Львові, Самборі, Тернополі (галерея «Бункермуз»[1])[6], Луцьку[7];
- в багатьох містах Польщі, у Європейському парламенті в Брюсселі[8].

## Нагороди та відзнаки
- Золотий Хрест Заслуги (2025)[9];
- Лицарський хрест ордену «За заслуги перед Литвою» (2023)[9][10];
- премія «Фото року» та «Фото десятиліття» на Grand Press Photo — за фото з «Чорного четверга», яке зробив у Києві (2014)[2];
- нагорода Польського агентства преси (PAP) імені Ришарда Капусцінського[2].